# Wesenberg, Stormarn
Wesenberg là một đô thị ở huyện Stormarn, bang Schleswig-Holstein, Đức. Đô thị này có diện tích 11,94 km², dân số thời điểm 31 tháng 12 năm 2006năm 2006 là 1152 người.